# Susanna e i vecchioni (Guercino Parma)
Il dipinto Susanna e i vecchioni a olio su tela (133 x 181 cm) di Giovan Francesco Barbieri, detto il Guercino, è stato realizzato entro il 1650 ed è conservato presso la Galleria nazionale di Parma. 

## Storia
L'opera venne commissionata al pittore dal conte reggiano Paolo Parisetti (1602 - 1661), un collezionista di artisti bolognesi del '600, interessato specialmente ad opere con soggetto a carattere devozionale o moraleggiante. Il pagamento a saldo per il dipinto venne dettagliatamente registrato da Guercino stesso nel suo Libro dei Conti il 25 Maggio 1650, ma la commissione era già pervenuta l'anno precedente. La testimonianza scritta dell'autore dimostra ancora una volta la sua rigorosità nei sistemi di pagamento, che stabiliva i prezzi in base al numero e alla grandezza delle figure messe in opera.  
L'opera in questione rimase nella collezione di Reggio Emilia fino all'inizio del '900, quando pervenne per via ereditaria alla contessa parmense Maria Calvi Tornielli Parisetti, che nel 1907 lo vendette alla Galleria Nazionale di Parma.

## Descrizione
Il tema rappresentato nel dipinto è tratto dai testi del Libro di Daniele dell'Antico Testamento. Susanna, la protagonista al centro del quadro, era moglie di un facoltoso ebreo che divenne l'oggetto del desiderio di due vecchi dissoluti. La ragazza, simbolo della castità e purezza si bagna in una vasca al centro del giardino e i due assalitori, in collera per il suo rifiuto, si preparano a calunniarla per un adulterio mai commesso.